# Venussymbool

Venussymbol

Symbool van het feminisme gebaseerd op venussymbool

Het venussymbool (♀) is een grafisch teken dat bestaat uit een cirkel met een kruis eronder. Het is een gestileerde weergave van de handspiegel van de Romeinse godin Venus. Het symbool heeft in Unicode de waarde U+2640.
Het symbool wordt gebruikt om te verwijzen naar diverse zaken.

## Wetenschap
In de wetenschap:
- Het vrouwelijk geslacht
- Het chemische element koper. Koper werd gebruikt om spiegels te maken. Bovendien is Cyprus, waarvan het woord koper is afgeleid, de geboortegrond van Aphrodite.

## Mythologie
In de mythologie:
- De Romeinse godin Venus of de Griekse godin Aphrodite - de godin van de liefde, het erotische verlangen en de schoonheid

## Astronomie en astrologie
In astronomie en astrologie:
- De planeet Venus
- Venus (astrologie)

## Filosofie en sociologie
Het symbool wordt gebruikt om te verwijzen naar het feminisme in filosofie en sociologie. Daar wordt het het vrouwenteken genoemd.
In de oudheid stond het vrouwenteken bekend als symbool voor leven, liefde en seksualiteit. Met een vuist erin is het een symbool van het feminisme, en was het in het begin van de jaren 70 het logo van de feministische actiegroep Dolle Mina. Het werd toen symbool voor de vrouwenstrijd.

## Gelijkenissen
Symbolen gelijkend op het Venussymbool komen onafhankelijk van elkaar in verschillende culturen voor. In vele gevallen is het eveneens een symbool van vrouwelijkheid, vruchtbaarheid, of meer algemeen het leven:
- De ankh, een Egyptisch hiëroglief dat leven betekent.
- De Akwaba vruchtbaarheidspoppen van de Ashanti.
- Het teken voor de Noord-Afrikaanse godin Tanit, beschermer van de vruchtbaarheid, geboorte en groei.
- Het astronomische symbool voor de planetoïde Pallas (⚴, U+26B4).

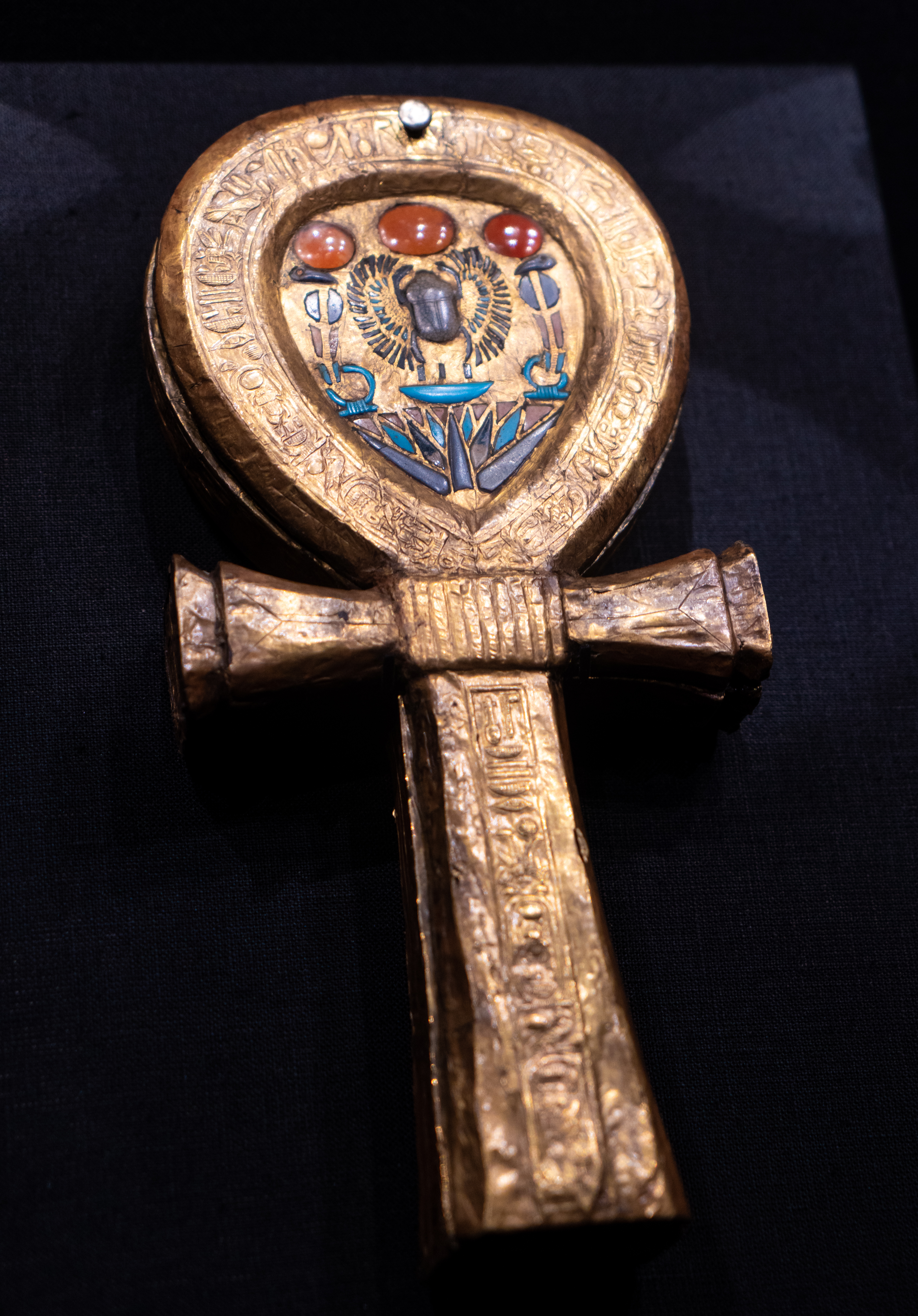
Spiegel in de vorm van een ankh uit het graf van Toetanchamon
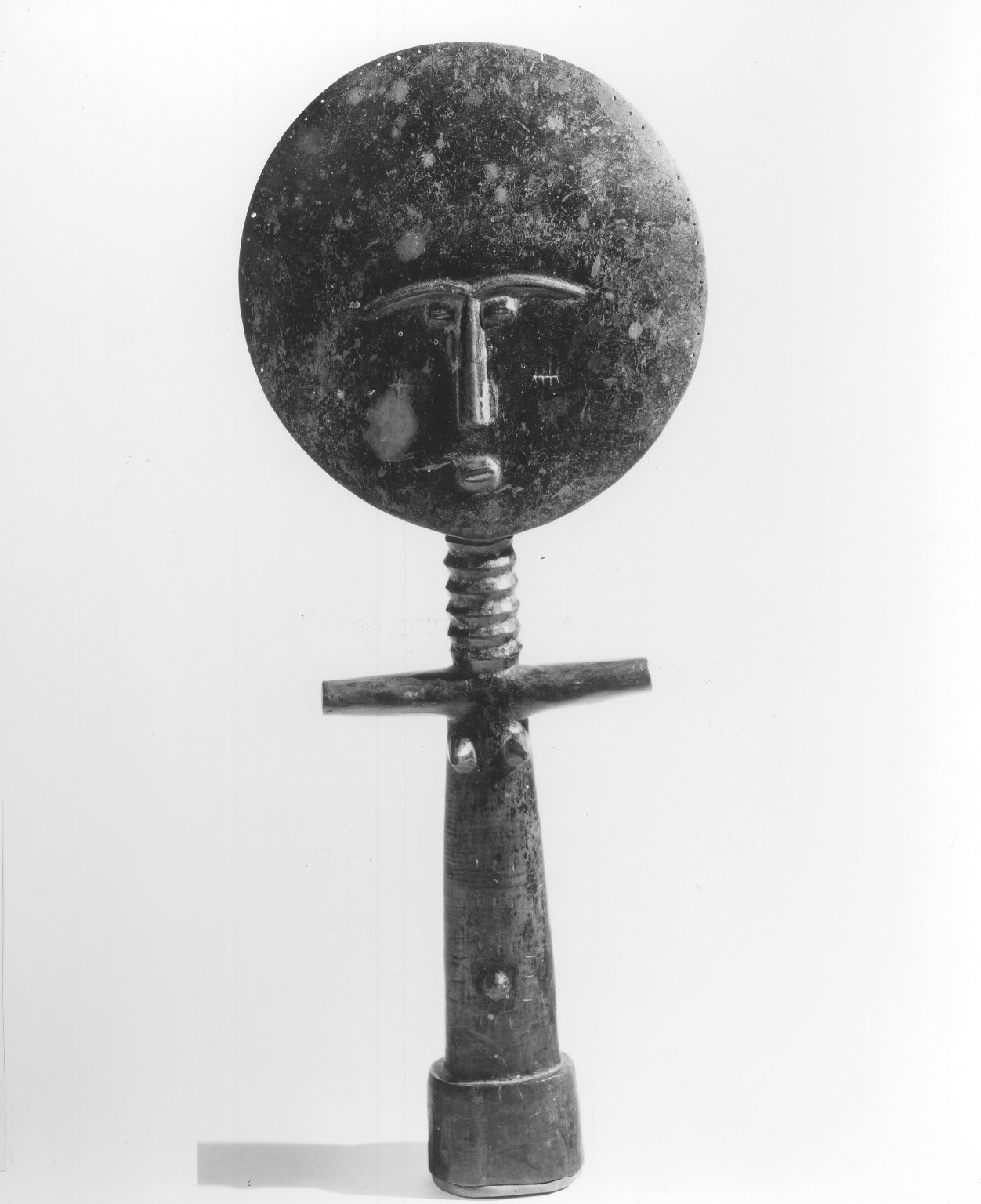
Vruchtbaarheidspop van de Ashanti
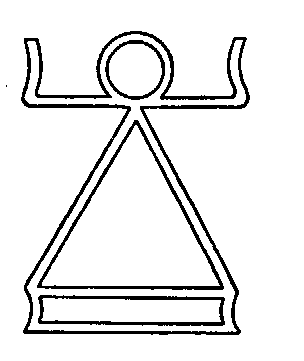
Symbool van Tanit
Symbool van de planetoïde Pallas